# Emmanuel Lejeune
Emmanuel Lejeune (ur. 29 czerwca 1992) – belgijski lekkoatleta specjalizujący się w biegach długich.
W 2011 został wicemistrzem Europy juniorów w biegu na 10 000 metrów.
Rekord życiowy w biegu na 10 000 metrów: 31:35,19 (21 lipca 2011, Tallinn). 

## Osiągnięcia
| Rok  | Impreza                        | Miejsce | Konkurencja      | Pozycja     | Wynik    |
| ---- | ------------------------------ | ------- | ---------------- | ----------- | -------- |
| 2011 | Mistrzostwa Europy juniorów    | Tallinn | bieg na 10 000 m | 2. miejsce  | 31:35,19 |
| 2013 | Młodzieżowe mistrzostwa Europy | Tampere | bieg na 10 000 m | 19. miejsce | 32:15,88 |